# Vrpolje
Vrpolje è un comune della Croazia di 4 023 abitanti della regione di Brod e della Posavina.
La chiesa è del 1774 ed è dedicata a san Giovanni Battista. Di fronte all'edificio e nella Spomen galerjia sono esposte le opere dello scultore Ivan Meštrović, nativo di Vrpolje.